# جين مانسفيلد

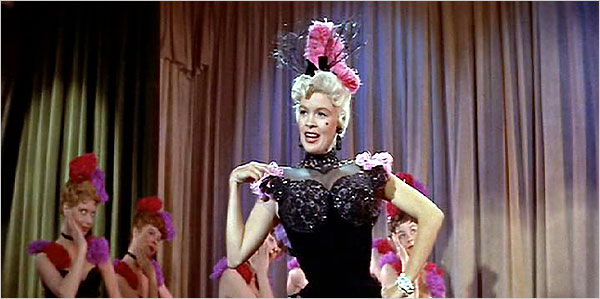
جاين مانسفايلد

وإسمها الحقيقي فيرا جاين بالمر (بالإنجليزية: Vera Jayne Palmer) وإسمها الفني جاين مانسفايلد (بالإنجليزية: Jayne Mansfield) وهي ممثلة أفلام و مسرح وتلفزيون و مغنية وعارضة أزياء وبلاي بوي بلاي ميت أمريكية ولدت في يوم 19 أبريل 1933 في قرية براين مور في ولاية بنسيلفانيا في الولايات المتحدة تعتبر من أشهر الممثلات المثيرات في فترة الخمسينات ومن أفضل الممثلات المثيرات مع مارلين مونرو مثلت هي مع مارلين مونرو في فلم Mans Monroe كما أنها فازت بجائزة أفضل ممثلة في المسرح وفازت عدة مرات بجائزة غولدن غلوب مانسفايلد تزوجت ثلات مرات في حياتها، وفي 29 يونيو 1967 توفيت في خادث سيارة وهي بعمر ال34 سنة في بلدة سليديل في لويزيانا في الولايات المتحدة.

## روابط خارجية
- جين مانسفيلد على موقع IMDb (الإنجليزية)
- جين مانسفيلد على موقع ميتاكريتيك (الإنجليزية)
- جين مانسفيلد على موقع الموسوعة البريطانية (الإنجليزية)
- جين مانسفيلد على موقع روتن توميتوز (الإنجليزية)
- جين مانسفيلد على موقع مونزينجر (الألمانية)
- جين مانسفيلد على موقع قاعدة بيانات الأفلام العربية
- جين مانسفيلد على موقع ألو سيني (الفرنسية)
- جين مانسفيلد على موقع ميوزك برينز (الإنجليزية)
- جين مانسفيلد على موقع تيرنر كلاسيك موفيز (الإنجليزية)
- جين مانسفيلد على موقع أول موفي (الإنجليزية)